# Abolicjonizm (bioetyka)
Abolicjonizm – stanowisko filozoficzne i ruch społeczny, kładący nacisk na użycie biotechnologii w celu wyeliminowania cierpienia i podniesienia subiektywnego poczucia jakości życia wszystkich czujących istot. Jednym z rozwiązań proponowanych przez abolicjonistów jest gruntowna przebudowa naturalnych ekosystemów.